# Josef Šoupal
Josef Šoupal, pozdějším jménem Josef Pravda (11. března 1903 Německý Brod – 2. listopadu 1959 Ústí nad Labem) byl český anarchokomunista a atentátník, který smrtelně zranil prvního československého ministra financí Aloise Rašína.

## Život

### Mládí, studium a zaměstnání

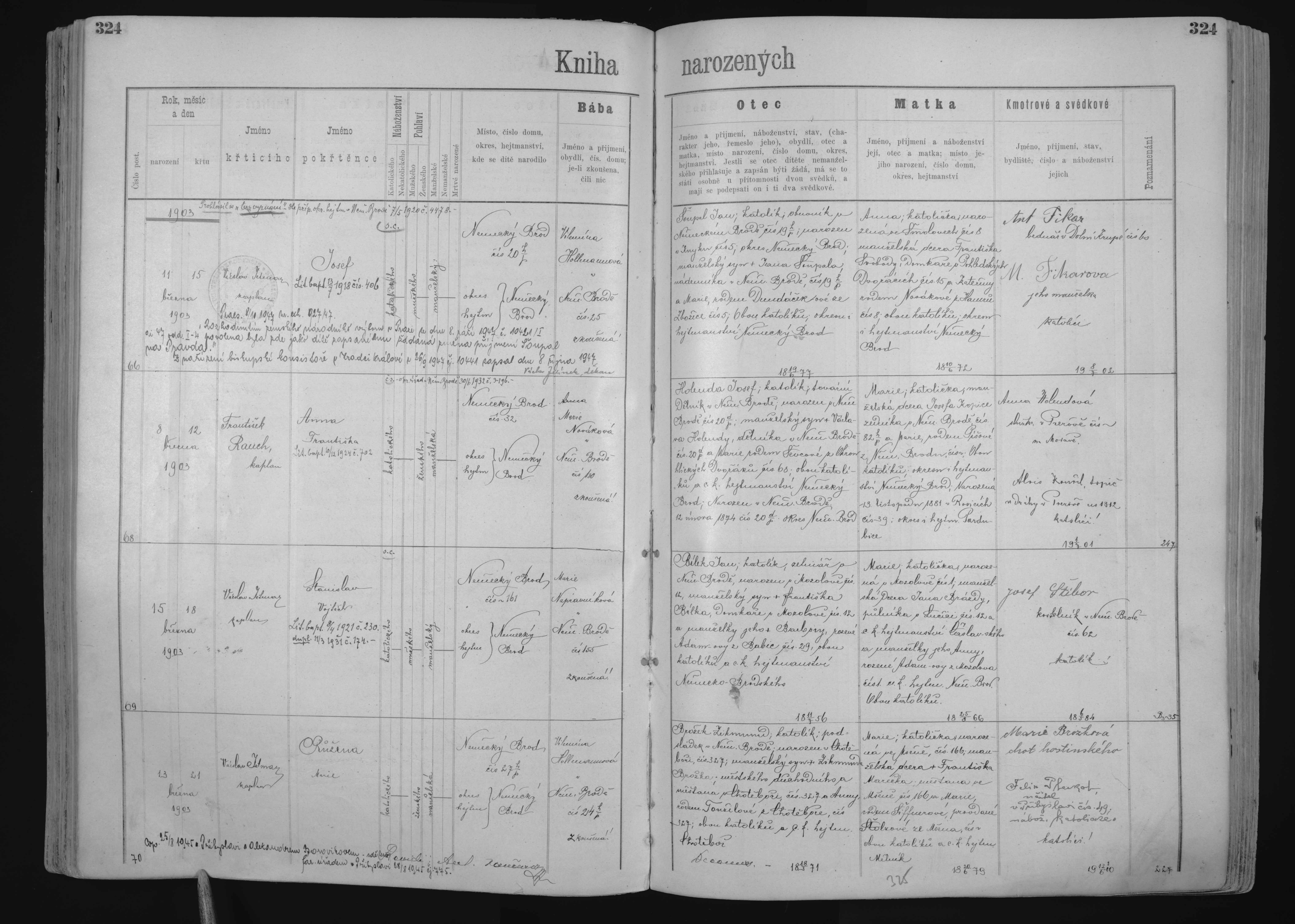
Záznam v matrice o narození Josefa Šoupala, s dodatečným zápisem o změně jeho příjmení

Narodil se 11. března 1903 v Německém Brodě (dnes Havlíčkův Brod) do chudé rodiny. Jeho otec byl původním povoláním švec, později se kvůli vadě zraku živil jako stavební dělník. Matka si přivydělávala doma opravováním punčoch. Rodina bydlela v dělnické kolonii Na Kokoříně v malém domku se zahrádkou.
V rodném městě chodil do obecné a měšťanské školy. Až do čtvrté třídy se choval vzorně, pak byl jednou policejně trestán, protože házel kameny do oken. V páté třídě se pral na ulici a kradl na pouti. Na měšťance se jednou vzepřel uloženému trestu. Poté absolvoval dvouletou obchodní školu, kde bylo jeho chování korektní. V prvním ročníku tam sice zameškal 53 hodin a v druhém 128, ale z větší části omluveně ze zdravotních důvodů (měl sklon k tuberkulóze). Vyrůstal v dobrých rodinných poměrech a kromě výše uvedeného nebyl až do atentátu stíhán za žádný protiprávní čin.
Po ukončení školy si našel místo v pojišťovně, čímž měl zajištěné živobytí a slušně placené místo. Nejprve pracoval v německobrodské pobočce pojišťovny Praha, odkud byl 1. října 1922 přeložen do filiálky v Plzni. Někdy v té době u něj také uzrála myšlenka na atentát (viz níže). Ke konci listopadu nastoupil do filiálky Slovanské pojišťovny v Hradci Králové. S velkou pravděpodobností si tento ústav vybral proto, že jeho ředitelem byl Jaromír Rašín a Šoupal se zprvu mylně domníval, že právě on je ministrem financí, k němuž takto získá přístup. (Byl to nicméně jeho synovec.)

### Politická činnost
Od mládí ideově tíhl, podobně jako významná část obyvatel z jeho okolí, k radikální levici. S přáteli četl komunistické příručky a kritizoval prvorepublikový kapitalismus. Jeho myšlenkový svět zásadním způsobem ovlivnil německobrodský komunista Theodor Eisler a básník Stanislav Kostka Neumann.
Nejprve vstoupil do sociální demokracie a po jejím rozštěpení roku 1920 přestoupil do KSČ. Ani tam však nebyl spokojen, přiklonil se k anarchokomunismu. Protože komunisté nesouhlasili s individuálními násilnými činy, přestal v červnu 1922 platit členské příspěvky a v září téhož roku ze strany vystoupil.
Rád četl, například Jiráska, Raise, Dostojevského; oblíbil si také společenskovědní literaturu jako Kolouškovo Národní hospodářství, Filosifii přítomnosti Františka Krejčího, díla Marxe a Chalupného.

### Příprava atentátu
Nejpozději v říjnu 1922 v něm uzrála myšlenka na násilný čin proti Aloisu Rašínovi, kterého obviňoval z podpory plutokracie a hájení zájmů podnikatelů kolem Živnostenské banky. Pořídil si pistoli s náboji a během podzimu cvičil střelbu v okolí Zdic a Lochovic. O svém záměru odstranit Rašína, případně další čelné politiky, se několikrát zmínil svým přátelům a někteří z nich se účastnili i jeho cvičné střelby. Například kolegovi Václavu Slámovi, zaměstnanci plzeňské pobočky pojišťovny Praha, ukazoval 24. října 1922 ve Zdicích svůj browning a tvrdil mu, že Rašína a další čelné politiky (zejména Kramáře a Beneše) je potřeba postřílet. Koncem listopadu prohlásil v německobrodském dělnickém domě při taneční zábavě před strojníkem Netušilem, že chce zastřelit Rašína. Nikdo ale jeho hrozby nebral vážně a jeho úmysl nepřekazil.
Dvou úředníků Slovanské pojišťovny se ptal, zda je ředitel tohoto ústavu totožný s ministrem financí, dostal však zápornou odpověď. 
K prvnímu pokusu mělo dojít 12. prosince 1922. Šoupal přišel na ministerstvo financí jako domnělý zástupce Mladé generace Národní demokracie v Plzni a žádal o audienci u ministra, kterého chtěl požádat o snížení daně ze zábav. Úředníci mu ale odpověděli, že audience by byla možná až v pátek 15. prosince. Šoupal se nevzdal a vyčkával na chodbě. Když ministr kolem 12. hodiny vycházel z budovy, připojila se k němu neznámá dáma, která se ho snažila zastavit a kontaktovat. Ministr nicméně pokračoval v chůzi a dáma se dostala mezi něj a Šoupala, čímž atentát zmařila. Šoupal nicméně získal od jednoho z ministerských sluhů adresu Rašínova bytu v Žitné 6. Zašel tam, předal služce vizitku a znovu požádal o přijetí. I zde ale byl odmítnut. Rašínův syn Miroslav, který jménem otce vyřizoval vzkaz, považoval Šoupala za nesmělého studenta, který svůj plánovaný rozhovor s ministrem pojímá s velkou úctou. Šoupal se poté vrátil do Německého Brodu. Tam tento pokus popsal zedníku Balounovi a ukázal mu revolver; Baloun se mu to sice snažil rozmluvit, ale když neuspěl, nic dalšího nepodnikl a smířil se s tím, že „Rašín možná bude mrtev“.

### Atentát
3. ledna 1923 odjel Šoupal z Hradce Králové domů do Německého Brodu, kde přespal u rodičů, a následujícího dne pokračoval do Prahy. Ubytoval se v hotelu U zlaté husy, kde si rezervoval pokoj na 6 dnů. (Při výslechu později uvedl, že nevěděl, kdy bude Rašín přítomen.) 5. ledna o půl osmé ráno přišel do Žitné ulice k Rašínovu bydlišti a vyčkával. Brzy přijel jeho řidič s autem a blízko také hlídkoval strážník; Šoupal se nicméně choval tak nenápadně, že nikomu nebyl podezřelý. Krátce před 9. hodinou vyšel Rašín z domu. Šoupal, který celou dobu držel v kapse pistoli, se k němu přiblížil a na vzdálenost pěti kroků na něj zezadu vystřelil. Rašín následkem zranění upadl. Šoupal na něj z těsné blízkosti vypálil ještě jednu ránu, ta ale minula cíl. Poté běžel do Příčné ulice, kde se v domě č. 4 snažil schovat ve sklepě. Mezitím už ho ale stíhali svědci atentátu. Prvním byl číšník Emil Švitorský, který vycházel těsně za Rašínem a jakmile uslyšel výstřel, vydal se za prchajícím pachatelem. Vzápětí také přiběhli strážníci, kteří dům v Příčné 4 uzavřeli a prohledali. Šoupala našli ve sklepě, vyšel proti nim s rukama nad hlavou a ihned se jim vzdal. Po chvíli našli i odhozenou vražednou zbraň. Za velkého sběhu rozzuřených občanů, kteří se jej snažili inzultovat, byl strážníky odveden na komisařství do Salmovské ulice a podroben výslechu.
Do zad postřelený Rašín byl sice ihned převezen do nemocnice, ale 18. února zemřel na následky tohoto střelného poranění.
Vyšetřování trvalo několik měsíců. Šoupal nejprve prohlásil, že chtěl Rašína zabít, později však svou výpověď upravil ve smyslu, že ho chtěl jen vyřadit z aktivní politiky. Po atentátu se u něj také našla vizitka s rukopisnou poznámkou: Dr. Rašín … Dr. Preiss provede St. … P. (posledním písmenem byl míněn páter Jan Šrámek), která byla míněná jako výhrůžka. V červnu 1923 se při přesunu ze soudní budovy do žalářní (vazební) cely (oboje na Karlově náměstí) pokusil o útěk, byl ale včas zadržen.

### Soud se Šoupalem
3. a 4. července 1923 se u státního soudu v Brně konalo přelíčení se Šoupalem pro zločin úkladné vraždy. Státní zástupce podrobně popsal jeho minulost, střeleckou přípravu, plánovaný atentát z 12. prosince 1922 i ten uskutečněný z 5. ledna 1923. Důležitou otázkou bylo, zda měl pachatel od počátku úmysl usmrtit svou oběť; z výpovědí svědků, kterým se Šoupal před činem svěřoval, i z jeho prvních výpovědí se ale podařilo tento úmysl prokázat. Obžalovaný během procesu téměř nepromluvil. Prohlásil, že státní soud, zřízený na základě Zákona na ochranu republiky (tj. až po jeho činu), je nelegitimní a nemá právo ho soudit, což však soudci odmítli. Na konci prohlásil, že se necítí vinen a znovu poněkud zmateně argumentoval nepříslušností soudu. Obhájce se snažil zlehčit jeho vinu poukazem na to, že byl – podobně jako další v jeho generaci – nepříznivě ovlivněn válečným násilím, politickým štvaním a příkladem atentátů, jako byl sarajevský nebo Adlerův proti rakouskému premiéru Stürgkhovi. Přečetl také Šoupalův politický manifest, z něhož čišela bezcílnost, prostoduchost a malichernost samolibého mladíka.
Soud se přiklonil na stranu žalobce, že šlo o předem připravovanou vraždu. Šoupal byl odsouzen na 18 let do těžkého žaláře, zostřeného jednou čtvrtletně půstem a 5. ledna každého roku pobytem v temné cele. Protože v době činu mu bylo devatenáct let a plnoletost byla v tehdejším Československu až od jednadvaceti let, unikl hrozícímu trestu smrti pro nízký věk.
Podle Karla Scheinpfluga, který o několik dní později komentoval rozsudek, se jednalo o čin zbloudilého jednotlivce, ale morálními spoluviníky byli i politici a novináři, kteří do poslední chvíle vyvolávali štvavé kampaně. Pachatel si ve svém omylu myslel, že koná dobrou věc a vzhledem k vypjaté atmosféře předpokládal, že ho po činu čeká sláva. Místo toho se ale kolem něj rozhostilo ticho, nikdo se ho nezastal a ani on sám nevyužil soudního procesu k vysvětlení svého programu. Nejlepším morálním východiskem by bylo, kdyby si veřejní činitelé uvědomili svou zodpovědnost a ukončili nenávistné projevy, které mohou přivést nevyzrálé jedince k tragickým činům.

### Proces se spolupachateli
18. a 19. prosince 1923 se konalo přelíčení se Šoupalovými přáteli, kterým se svěřoval se svým zločinným úmyslem a kteří jeho čin neoznámili. Jako svědek byl přiveden i samotný Šoupal, ten však — k nelibosti předsedy senátu — nevypovídal k věci, ale pouze si stěžoval na údajné nelidské zacházení ve věznici. Odsouzeni byli Stanislav Kahule, Josef Baloun a Rudolf Netušil k 8 měsícům těžkého žaláře s jedním půstem měsíčně a Marie Přibylová na 6 měsíců s jedním měsíčním půstem.

### Atentát na jugoslávského krále?
Roku 1925 otiskly Národní listy informaci, že se Šoupal již v létě 1922 pokoušel pumovým útokem zabít Alexandra I., krále Srbů, Chorvatů a Slovinců během jeho pobytu v Mariánských Lázních, a že o tom později podrobně vyprávěl. Úřady ale popřely, že by byl Šoupal v této souvislosti vyšetřován.

### Výkon trestu
23. října 1923 byl dopraven z budovy zemského trestního soudu do věznice v Kartouzích u Jičína.
Během trestu se choval velmi nedisciplinovaně. Emotivně si stěžoval na údajná příkoří, stížnosti se ale ukázaly jako bezdůvodné. Odpíral poslušnost, odmítal pracovat, tvrdil, že chce raději zemřít. Za nevhodné chování dostával kázeňské tresty. V dubnu 1925 simuloval ztrátu řeči a byl několik měsíců vyšetřován psychiatry ve vězeňské nemocnici na Pankráci. Ačkoliv byl vrahem, dožadoval se výhod, na které měli nárok jen političtí vězni, a když je nedostával, vyvolával konflikty. Jednou například na protest proti řediteli věznice Erhartovi napsal na stěnu cely vlastními výkaly „Líp v náručí levharta, než ve spárech Erharta“; odpovědí ředitele bylo, že Šoupala v takto znečištěné cele nechal. V červenci 1926 byl poprvé přesunut na Bory, ale choval se tam tak vzdorovitě, že ho brzy vrátili do Kartouz. V listopadu 1927 během inspekce neprávem obvinil vězeňského kaplana z nepřístojného obtěžování a ředitele věznice z obdobných mravnostních deliktů, za což byl znovu postaven před soud. V důsledku jeho chování mu byl prodloužen trest o 18 měsíců.
V roce 1931 ho znovu přesunuli na Bory. Téhož roku v prosinci znovu simuloval duševní nemoc — vydával se za Němce a mluvil jen německy. Nejpozději roku 1933 se ale uklidnil, přestal vyvolávat konflikty a rozhodl se zbytek trestu strávit v klidu prací a studiem. Zůstal ale přesvědčeným komunistou. Denní tisk o něm pak přestal přinášet zprávy.
Z borské věznice byl propuštěn po vykonání trestu v neděli 14. prosince 1941, ovšem nikoliv na svobodu, ale nejprve do vazby krajského soudu v Plzni, kde byl souzen za další delikt. Jednalo se o křivé svědectví v procesu se spoluvězněm A. Knoflíčkem, který lživě obvinil personál věznice. Šoupal proti němu nejprve svědčil, ale pak svou výpověď vzal zpět. Soud v tomto případě došel k závěru, že se trestného činu nedopustil, protože si jen uvědomil závažnost svého svědectví o faktech, která si dobře nepamatoval. 6. února 1942 byl Šoupal definitivně propuštěn na svobodu. Z jeho výmluvnosti před soudem bylo znát, že studoval vědecké spisy; zároveň ale trpěl stihomamem a stěžoval si, že ho pronásledují jacísi spiklenci.

### Rodinný život a závěr života
Po propuštění z trestu odešel do Německého Brodu, kde žil u své matky. Zde se seznámil se čtyřiadvacetiletou švadlenou Olgou Mokrou, se kterou se v říjnu 1944 oženil. V květnu 1945 se jim narodil první syn. Druhý syn se narodil poté, co se rodina přestěhovala do Ústí nad Labem.
Po květnové revoluci roku 1945 začal používat jméno Ilja Dněprostroj a požádal o úřední změnu. Tato žádost byla zamítnuta. V září 1947 zažádal o změnu jména na Josef Pravda a této žádosti bylo vyhověno. Později se přestěhoval do Ústí nad Labem.
Do smrti zůstal přesvědčeným komunistou. Když se po válce snažil vstoupit do KSČ, byl odmítnut, neboť by stranu diskreditoval.

## Inspirace v literatuře
Ilju Dněprostroje zařadil Miloslav Švandrlík do epizody své knihy Ještě máme, co jsme chtěli. V tomto pokračování osudů vojína Kefalína z Černých baronů se Kefalín, již spisovatel v civilu, setkal s Iljou Dněprostrojem v redakci časopisu Dikobraz, kde Dněprostroj urgoval odpověď na devět básní, které redakci předal.